# Den Historiske Miniby
Den Historiske Miniby er en miniby i Fredericia der blev etableret i 1983. 
Minibyen er en model af Fredericia, som den så ud efter den slesvig-holstenske belejring 6. juli 1849. Minibyen er i størrelsesforholdet 1:10 og det er planlagt, at den skal indeholde ca. 1.200 bygninger. Byen bliver bygget af arbejdsledige og pensionister.
- Madsby-miniby, dækket af sne, 13. januar 2013, Fredericia, Danmark.
- Minibyen uden sne, 26. april 2014